# Giải vô địch bóng đá nữ châu Á 1997
Giải vô địch bóng đá nữ châu Á 1997 diễn ra tại Trung Quốc từ 5 tháng 12 đến 14 tháng 12 năm 1997. Đội tuyển vô địch là Trung Quốc sau khi đánh bại Cộng hòa Dân chủ Nhân dân Triều Tiên trong trận chung kết. Ba đội đứng đầu của giải đại diện cho khu vực châu Á tại Giải vô địch bóng đá nữ thế giới 1999.

## Vòng bảng

### Bảng A
| Đội       | Tr | T | H | B | BT | BB | HS  | Đ |
| --------- | -- | - | - | - | -- | -- | --- | - |
| Nhật Bản  | 3  | 3 | 0 | 0 | 31 | 0  | +31 | 9 |
| Ấn Độ     | 3  | 2 | 0 | 1 | 13 | 1  | +12 | 6 |
| Hồng Kông | 3  | 1 | 0 | 2 | 1  | 12 | −11 | 3 |
| Guam      | 3  | 0 | 0 | 3 | 0  | 32 | −32 | 0 |

| Ấn Độ | 3–0 | Hồng Kông |
| ----- | --- | --------- |
|       |     |           |

| Nhật Bản                                                           | 21–0 | Guam |
| ------------------------------------------------------------------ | ---- | ---- |
| Nishina · Sawa · Morimoto · Yanagida · Daimatsu · Otake · Uchiyama |      |      |

| Hồng Kông | 1–0 | Guam |
| --------- | --- | ---- |
|           |     |      |

| Nhật Bản | 1–0 | Ấn Độ |
| -------- | --- | ----- |
| Sawa     |     |       |

| Nhật Bản                                                         | 9–0 | Hồng Kông |
| ---------------------------------------------------------------- | --- | --------- |
| Yamaki · Toumei · Sawa · Morimoto · Yanagida · Mitsui · Uchiyama |     |           |

| Ấn Độ | 10–0 | Guam |
| ----- | ---- | ---- |
|       |      |      |

### Bảng B
| Đội               | Tr | T | H | B | BT | BB | HS  | Đ |
| ----------------- | -- | - | - | - | -- | -- | --- | - |
| Trung Quốc        | 3  | 3 | 0 | 0 | 27 | 1  | +26 | 9 |
| CHDCND Triều Tiên | 3  | 2 | 0 | 1 | 23 | 4  | +19 | 6 |
| Uzbekistan        | 3  | 1 | 0 | 2 | 2  | 17 | −15 | 3 |
| Philippines       | 3  | 0 | 0 | 3 | 2  | 32 | −30 | 0 |

| Trung Quốc                              | 3–1 | CHDCND Triều Tiên |
| --------------------------------------- | --- | ----------------- |
| Lưu Ái Linh 3', 88' · Phạm Vận Kiệt 17' |     | Kim Kun-sil 83'   |

| Uzbekistan | 2–1 | Philippines |
| ---------- | --- | ----------- |
|            |     |             |

| Trung Quốc                 | 8–0 | Uzbekistan |
| -------------------------- | --- | ---------- |
| Kim Yên 15', 46', 62', 74' |     |            |

| CHDCND Triều Tiên | 14–1 | Philippines |
| ----------------- | ---- | ----------- |
|                   |      |             |

| Trung Quốc | 16–0 | Philippines |
| ---------- | ---- | ----------- |
|            |      |             |

| CHDCND Triều Tiên | 8–0 | Uzbekistan |
| ----------------- | --- | ---------- |
|                   |     |            |

### Bảng C
| Đội               | Tr | T | H | B | BT | BB | HS  | Đ |
| ----------------- | -- | - | - | - | -- | -- | --- | - |
| Đài Bắc Trung Hoa | 2  | 2 | 0 | 0 | 7  | 0  | +7  | 6 |
| Hàn Quốc          | 2  | 1 | 0 | 1 | 11 | 1  | +10 | 3 |
| Kazakhstan        | 2  | 0 | 0 | 2 | 0  | 17 | −17 | 0 |

| Đài Bắc Trung Hoa | 1–0 | Hàn Quốc |
| ----------------- | --- | -------- |
| Hsu Ching-Hsin    |     |          |

| Hàn Quốc | 11–0 | Kazakhstan |
| -------- | ---- | ---------- |
|          |      |            |

| Đài Bắc Trung Hoa | 6–0 | Kazakhstan |
| ----------------- | --- | ---------- |
|                   |     |            |

## Vòng đấu loại trực tiếp
|  | Bán kết           | Bán kết           |               |    | Chung kết | Chung kết |
|  |                   |                   |               |    |           |           |
|  | 12 tháng 12       |                   |               |    |           |           |
|  |                   |                   |               |    |           |           |
|  | CHDCND Triều Tiên | 1                 |               |    |           |           |
|  | CHDCND Triều Tiên | 1                 | 14 tháng 12   |    |           |           |
|  | Nhật Bản          | 0                 |               |    |           |           |
|  | Nhật Bản          | 0                 | Trung Quốc    | 2  |           |           |
|  | 12 tháng 12       |                   | Trung Quốc    | 2  |           |           |
|  |                   | CHDCND Triều Tiên | 0             |    |           |           |
|  | Trung Quốc        | CHDCND Triều Tiên | 0             | 10 |           |           |
|  | Trung Quốc        |                   |               | 10 |           |           |
|  | Đài Bắc Trung Hoa | 0                 |               |    |           |           |
|  | Đài Bắc Trung Hoa | 0                 | Tranh hạng ba |    |           |           |
|  |                   |                   |               |    |           |           |
|  | 14 tháng 12       |                   |               |    |           |           |
|  |                   |                   |               |    |           |           |
|  | Nhật Bản          | 2                 |               |    |           |           |
|  | Nhật Bản          | 2                 |               |    |           |           |
|  | Đài Bắc Trung Hoa | 0                 |               |    |           |           |

### Bán kết
| CHDCND Triều Tiên | 1–0 | Nhật Bản |
| ----------------- | --- | -------- |
| Kim Kum-sil 3'    |     |          |

| Trung Quốc                                                                                            | 10–0 | Đài Bắc Trung Hoa |
| --- | ---- | ----------------- |
| Tôn Văn 2', 5' · Lưu Ái Linh 36', 43', 45', 85' · Tôn Khánh Mai 42', ?' · Thủy Khánh Hà 46' · Kim Yên |      |                   |

### Tranh hạng ba
| Nhật Bản      | 2–0 | Đài Bắc Trung Hoa |
| ------------- | --- | ----------------- |
| Sawa 20', 39' |     |                   |

### Chung kết
| Trung Quốc           | 2–0 | CHDCND Triều Tiên |
| -------------------- | --- | ----------------- |
| Lưu Ái Linh 49', 65' |     |                   |